# Janusz Pekowski
Janusz Pekowski (ur. 22 listopada 1945 w Golubiu-Dobrzyniu) – polski piłkarz oraz trener.

## Kariera piłkarska
W swojej karierze piłkarskiej występował w Energetyku Poznań.

## Kariera trenerska
Jako trener prowadził Lecha Poznań, Stoczniowca Gdańsk, Widzewa Łódź, Arkę Gdynia, Lechię Gdańsk, szwedzki Degerfors IF, greckie Panachaiki, Pogoń Szczecin, a także Stilon Gorzów Wlkp.